# Myrmarachne tristis
Myrmarachne tristis är en spindelart som först beskrevs av Simon 1882.  Myrmarachne tristis ingår i släktet Myrmarachne och familjen hoppspindlar. Inga underarter finns listade i Catalogue of Life.